# Hau Ruck
Hau Ruck es un álbum de KMFDM, lanzado por Metropolis Records el 13 de septiembre de 2005.
El álbum se iba a titular originalmente FUBAR, en referencia al acrónimo militar "fucked up beyond all recognition". Sin embargo, en junio del 2005 la banda anunció que abandonaría ese título, y el 21 de julio de 2005 anunciaron que el nuevo título sería "Hau Ruck". Hau Ruck es el primer álbum de KMFDM sin un título de cinco letras desde el disco de 1988 Don't Blow Your Top. Asimismo, ningunos de los títulos de las canciones son palabras de cinco letras. 
Este álbum muestra que regresa su género como antes, así alejándose del metal alternativo y el nu metal que se mostraron anteriormente sus discos Attak y WWIII. 
De acuerdo a Sascha Konietzko, Hau Ruck fue creado completamente usando equipos análogos.
La versión de la canción en francés "Mini Mini Mini" de Jacques Dutronc es la primera interpretada por KMFDM en un lenguaje diferente del inglés o del alemán.

## Lista de canciones
1. "Free Your Hate" – 4:59
2. "Hau Ruck" – 5:22
3. "You're No Good" – 4:59
4. "New American Century" – 4:51
5. "Real Thing" – 5:05
6. "Every Day's a Good Day" – 4:44
7. "Mini Mini Mini" – 2:56
8. "Professional Killer" – 4:34
9. "Feed Our Fame" – 4:31
10. "Ready to Blow" – 4:28
11. "Auf Wiederseh'n" – 6:14

Todas las canciones fueron escritas por KMFDM, excepto "Mini Mini Mini" (Jacques Lanzmann/Jacques Dutronc).
- Datos: Q1117722